# O Cobrador
O Cobrador é um livro de contos do escritor brasileiro Rubem Fonseca publicado pela primeira vez em 1979.

Suas obras dentro deste formato costumam ser mais valorizadas pela crítica do que seus romances.
Estão presentes no livro os textos Almoço na Serra no Domingo de Carnaval, O Jogo do Morto e HMS Cormorant em Paranaguá.
O escritor usa uma narrativa agressiva, com forte realismo, para retratar o submundo do crime e da violência sexual no Rio de Janeiro da década de 1970.

## Sinopse
Os contos reunidos neste livro expressam as virtudes que consagraram Rubem Fonseca como um mestre da narrativa curta. À excepção de "O jogo morto", é o personagem principal que relata cada uma das histórias, seja o advogado culto e sofisticado do Rio de Janeiro contemporâneo (em "Mandrake"), ou o soldado que chafurda no sangue e na lama, combatendo na região do Chaco (em "A caminho de Assunção"), ou ainda o bandido com perfil revolucionário que sai pelo mundo cobrando uma impagável dívida social (em "O cobrador"). Em todas essas e nas outras histórias, o estilo de Rubem Fonseca, ao dar voz aos personagens narradores, cria situações que podem conter desde uma insuportável amargura até um lirismo comovente.